# Kościół św. Stanisława w Nowym Korczynie
Kościół św. Stanisława w Nowym Korczynie – gotycki kościół pw. św. Stanisława ulokowany w Nowym Korczynie w województwie świętokrzyskim. Wchodzi w skład zespołu pofranciszkańskiego. Dekretem biskupa Jana Piotrowskiego z 2015 roku, ustanowiony Diecezjalnym Sanktuarium Świętej Kingi.
Został ufundowany w 1257 przez Bolesława Wstydliwego i jego żonę św. Kingę. W XIV w. rozbudowany przez Kazimierza Wielkiego.
Barokowe wyposażenie świątyni pochodzi z XVII i XVIII wieku. W XVIII w. do kościoła dobudowano dzwonnicę połączoną niewielkim przejściem z fasadą zachodnią. Na fasadzie świątyni znajduje się neobarokowy szczyt dobudowany w XIX wieku. Wewnątrz barokowa polichromia ukończona do 1761. Autorami polichromii byli wybitny malarz Maciej Rejchan (sklepienie korpusu) i pomagający mu Mikołaj Janowski (sklepienie prezbiterium, chór zakonny, ściana tęczowa). Prezbiterium kościoła posiada sklepienie krzyżowo-żebrowe z XIV w. Nawa natomiast sklepienie kolebkowe z lunetami z XVII w. Ściany prezbiterium pokrywają malowidła przedstawiające sceny z życia św. Stanisława. Na ołtarzu głównym umieszczony jest obraz Wskrzeszenie Piotrowina autorstwa Macieja Reichana. W kościele znajduje się także sześć późnobarokowych ołtarzy bocznych. W czasie działań wojennych w 1945 roku częściowo uszkodzono zachodnie przęsło korpusu.
Do prezbiterium kościoła przylega skrzydło dawnego klasztoru (obecnie plebania) po licznych pożarach i przebudowach bezstylowe.

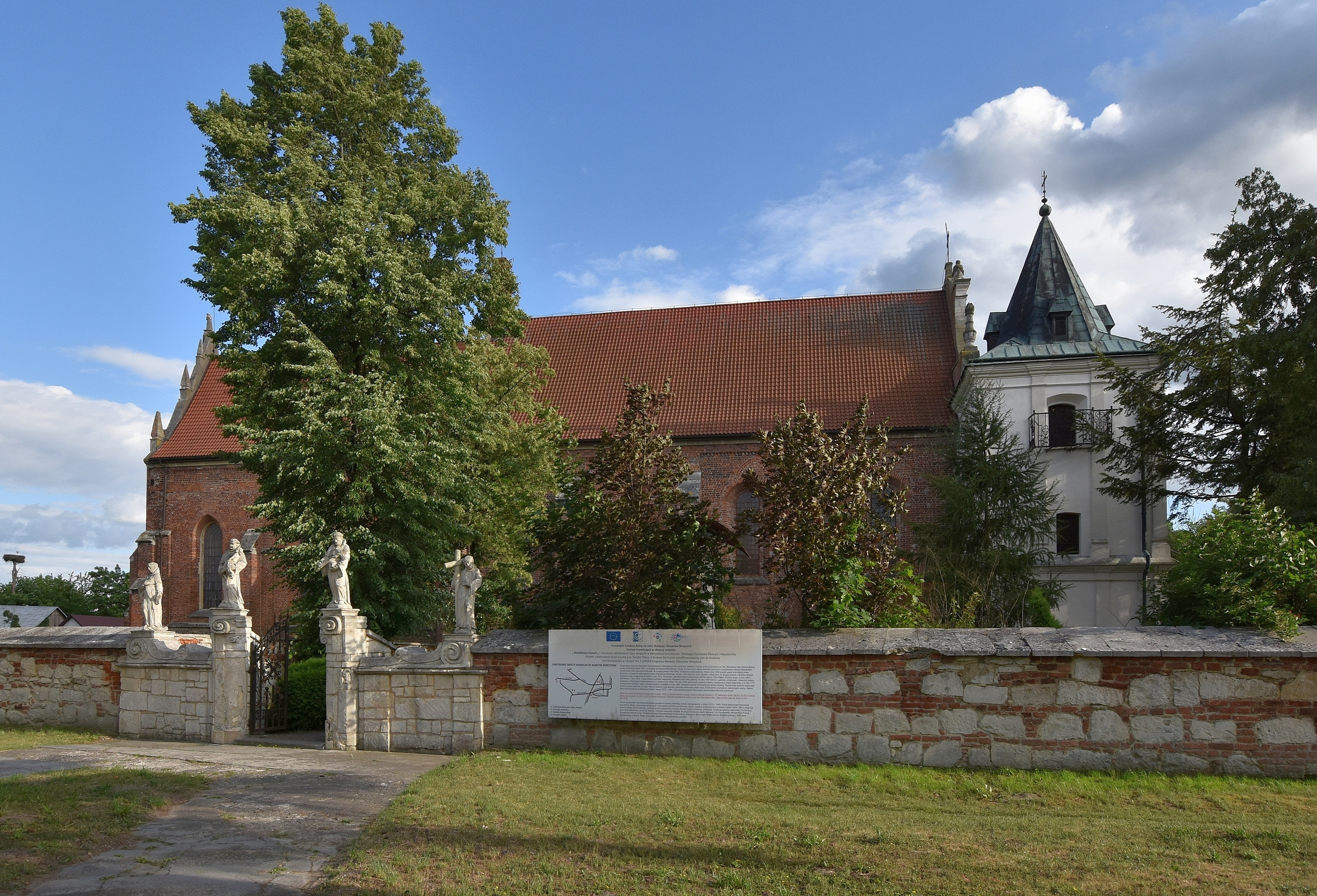
Elewacja boczna
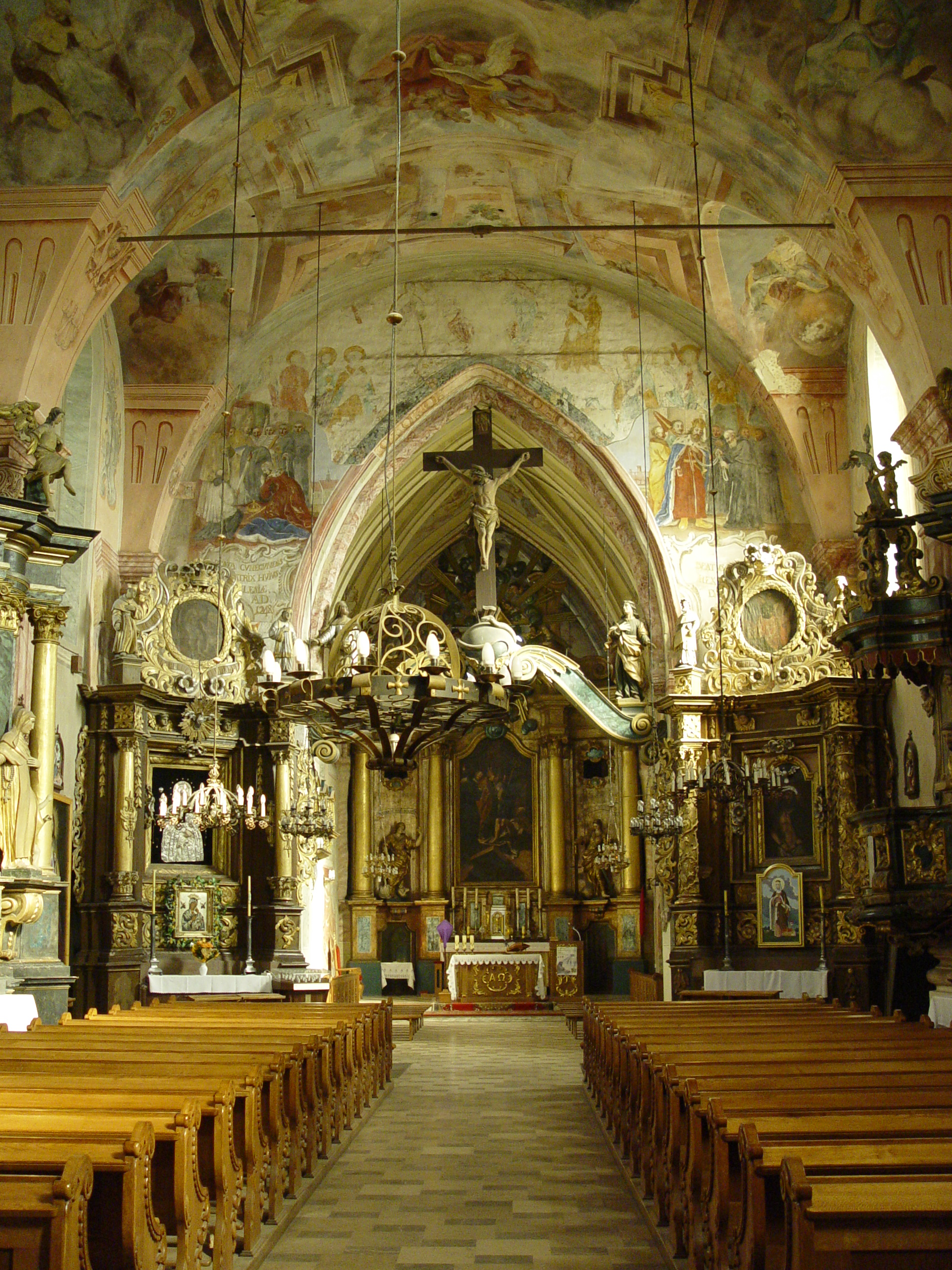
Wnętrze
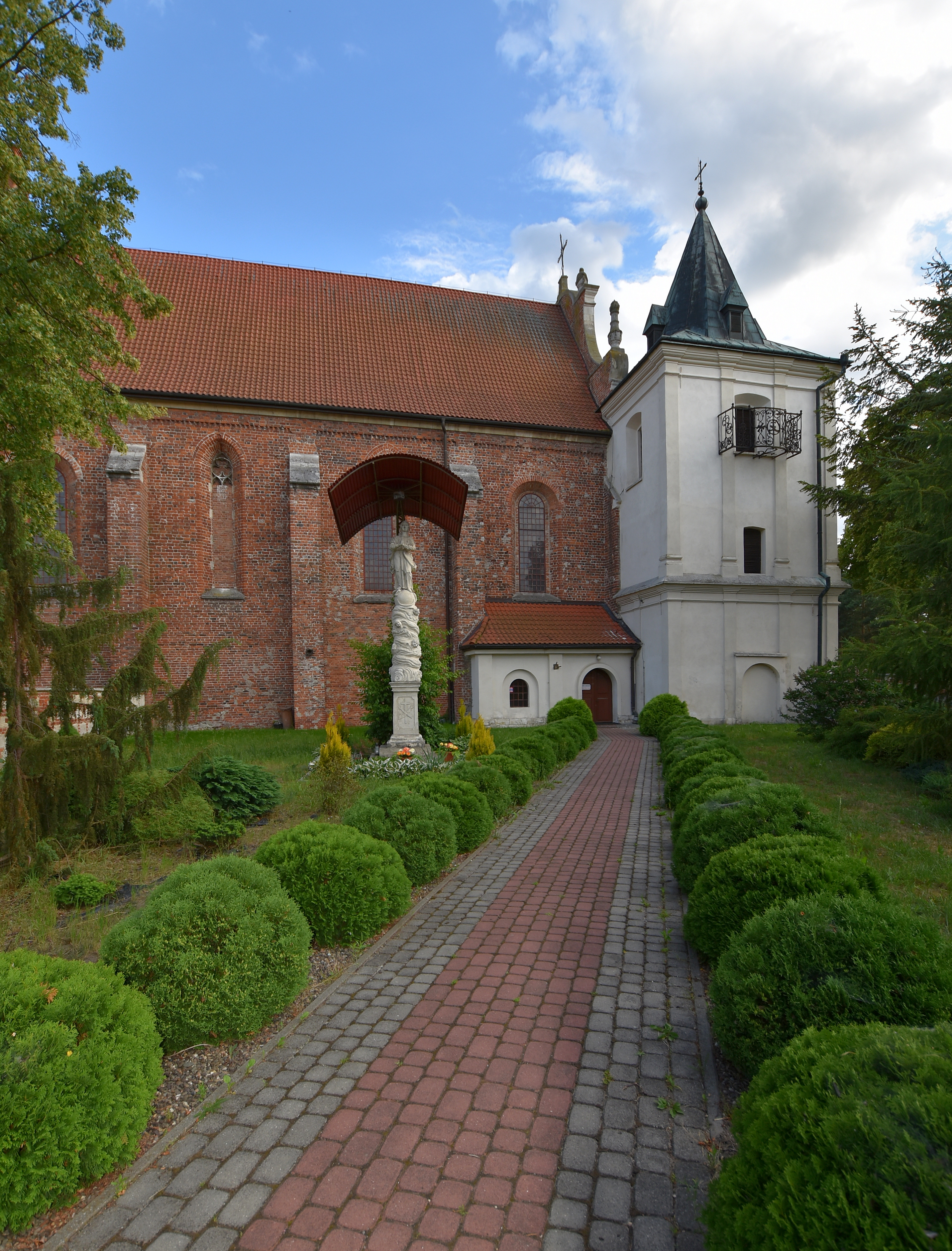
Elewacja boczna

## Linki
- Wirtualny Spacer wykonany w kościele św. Stanisława w Nowym Korczynie